# Nikołajewka (sielsowiet maricki)
Nikołajewka (ros. Николаевка) – wieś (ros. деревня, trb. dieriewnia) w zachodniej Rosji, w sielsowiecie marickim rejonu lgowskiego w obwodzie kurskim.

## Geografia
Miejscowość położona jest nad rzeką Prutiszcze w dorzeczu Sejmu, 2 km od centrum administracyjnego sielsowietu (Marica), 12,5 km na północny wschód od centrum administracyjnego rejonu (Lgow), 63 km na północny zachód od Kurska, 15 km od drogi regionalnego znaczenia 38K-017 (Kursk – Lgow – Rylsk – granica z Ukrainą) – część trasy europejskiej E38.
We wsi znajduje się 59 posesji.
Klimat
Miejscowość, jak i cały rejon, znajduje się w strefie klimatu kontynentalnego z łagodnym ciepłym latem i równomiernie rozłożonymi opadami rocznymi (Dfb w klasyfikacji klimatów Köppena).

## Demografia
W 2010 r. wieś zamieszkiwało 47 osób.